# Relations entre l'Argentine et l'Arménie
Les relations entre l'Argentine et l'Arménie désignent les liens, échanges, confrontations, collaborations et rencontres, d’ordre économique, diplomatique, et culturel, qu’ont entretenus hier et entretiennent aujourd’hui l'Argentine et l'Arménie.
La communauté arménienne d'Argentine est la plus grande d'Amérique latine avec un total d'environ 120 000 membres.

## Historique
La première vague de migrants arméniens à arriver en Argentine remonte à 1892, principalement en provenance d'Égypte et de Syrie. Pendant la Première Guerre mondiale, plusieurs milliers de migrants arméniens arrivent en Argentine. Beaucoup sont des survivants du génocide arménien infligé par l'Empire ottoman. En mai 1918, l'Arménie déclare son indépendance (en) de l'Empire russe et établit la première République d'Arménie. En 1920, l'Argentine reconnaît l'indépendance de l'Arménie et des relations diplomatiques sont établies entre les deux nations. En décembre 1920, l'Arménie est envahie par l'Armée rouge et le pays est incorporé à l'Union soviétique.

Le 26 décembre 1991, l'Arménie retrouve son indépendance après la dissolution de l'Union soviétique. Le 17 janvier 1992, l'Argentine et l'Arménie rétablissent leurs relations diplomatiques. En juin 1992, le président arménien Levon Ter-Petrossian effectue une visite officielle en Argentine. En 1993, l'Arménie ouvre une ambassade à Buenos Aires. En 1998, le président argentin Carlos Menem effectue une visite officielle en Arménie. En 2009, l'Argentine ouvre son ambassade en Arménie.

### Reconnaissance par l'Argentine du génocide arménien
En septembre 1987, le président argentin Raúl Alfonsín prononce un discours devant la communauté arménienne d'Argentine déclarant qu'il reconnait le génocide arménien. En 1995, le président Carlos Menem oppose son veto à une loi qui aurait reconnu le génocide arménien. Le 11 janvier 2007, le président Néstor Kirchner signe une loi (26.199) déclarant que l'Argentine reconnait officiellement le génocide arménien.

## Visites d'état
Visite d'état d'Argentine en Arménie
- Président Carlos Menem (1998)
- Ministre des Affaires étrangères Rafael Bielsa (2005)
- Ministre des Affaires étrangères Jorge Taiana (2010)
- Vice-président Amado Boudou (2013)
- Ministre des Affaires étrangères Héctor Timerman (2012)

Visite d'état d'Arménie en Argentine
- Président Levon Ter-Petrossian (1992)
- Ministre des Affaires étrangères Vahan Papazian (1994)
- Ministre des Affaires étrangères Vartan Oskanian (2000)
- Président Robert Kotcharian (2002)
- Ministre des Affaires étrangères Édouard Nalbandian (2011)
- Président Serzh Sargsyan (2014)

## Relations bilatérales
L'Argentine et l'Arménie signent de nombreux accords bilatéraux depuis le rétablissement des relations diplomatiques entre les deux nations en 1992, comme un accord de coopération entre les deux nations (en 1992) ; un Accord sur la promotion et la protection réciproque des investissements (en 1993); un Accord de coopération commerciale et économique (en 1994); un Accord de coopération scientifique et technologique (en 1994); un Accord de coopération dans le domaine des utilisations pacifiques de l'énergie nucléaire (en 1998); un Accord de coopération dans le domaine de la culture et de l'éducation (en 1998) ; un Accord de coopération dans le domaine du tourisme (en 2002); un Accord sur la suppression de l'obligation de visa pour les titulaires d'un passeport ordinaire (en 2011) ; un Accord sur un programme vacances-travail (en 2014) et un Accord de coopération économique (en 2014).

## Commerce
En 2018, les échanges entre l'Argentine et l'Arménie totalisent 9,2 millions de dollars américains. Les principales exportations de l'Argentine vers l'Arménie comprennent : la viande, le sucre et le tabac. Les principales exportations de l'Arménie vers l'Argentine comprennent : le tissu et les vêtements tricotés. L'Argentine est le cinquième investisseur étranger de l'Arménie.

## Représentations diplomatique
- L'Argentine possède une ambassade à Erevan[11].
- L'Arménie possède une ambassade à Buenos Aires[12].